# Oldřich Ryšavý
MUDr. Oldřich Ryšavý (* 20. prosince 1958, Hodonín) je český politik České strany sociálně demokratické, v letech 2010 až 2014 starosta Břeclavi a od roku 2008 do roku 2012 člen rady Jihomoravského kraje.

## Život
Narodil v roce 1958 v Hodoníně, nyní žije v Břeclavi. Po absolvování Lékařské fakulty UP v Olomouci působil nejprve na chirurgickém oddělení v Nemocnici Valtice, nyní má soukromou chirurgickou ambulanci v Břeclavi.

## Veřejné působení
V letech 1998 až 2006 byl členem Rady města Břeclavi, ve volebním období 2006-2010 byl členem břeclavského zastupitelstva a předsedou jeho Kontrolního výboru, po komunálních volbách na podzim 2010 byl zvolen starostou Břeclavi. Ve volbách v roce 2014 nekandidoval.
Členem Zastupitelstva Jihomoravského kraje byl v letech 2000 až 2012. Ve volebním období 2000-2004 byl členem Výboru kontrolního a Výboru pro národnostní menšiny, ve volebním období 2004-2008 místopředsedou zdravotní Komise Rady JMK. Na ustavujícím zasedání krajského zastupitelstva v listopadu 2008 byl zvolen členem Rady Jihomoravského kraje. V krajských volbách na podzim 2012 už nekandidoval.
Od roku 1990 je členem ČSSD, od roku 1998 byl předsedou Okresního výkonného výboru ČSSD v Břeclavi, k lednu 2016 už tuto funkci nezastává.